# Plexo venoso suboccipital
O plexo venoso suboccipital é um plexo venoso da cabeça.